# Dušan Stojinović
Dušan Stojinović (* 26. August 2000) ist ein slowenischer Fußballspieler.

## Karriere

### Verein
Stojinović begann seine Karriere beim NK Bravo. Zur Saison 2017/18 rückte er in den Kader der ersten Mannschaft des Zweitligisten. Sein erstes und einziges Spiel für Bravo in der 2. SNL machte er im Oktober 2017 gegen den NŠ Mura. Im Januar 2018 wechselte er zum Erstligisten NK Celje. Sein Debüt in der 1. SNL gab er im Februar 2018 gegen den NK Olimpija Ljubljana. Bis zum Ende der Saison 2017/18 kam er zu 16 Einsätzen in der höchsten slowenischen Spielklasse. In der Saison 2018/19 absolvierte er 19 Partien in der 1. SNL. In der Spielzeit 2019/20 kam er zu 29 Saisoneinsätzen, mit Celje wurde er am Ende der Saison Meister. In der Saison 2020/21 spielte er 27 Mal.
Zur Saison 2021/22 wechselte der Innenverteidiger leihweise nach Russland zum FK Chimki. In Chimki kam er bis zur Winterpause zu 14 Einsätzen in der Premjer-Liga. Ende Januar 2022 wurde sein Leihvertrag in Russland vorzeitig beendet und Stojinović kehrte nach Celje zurück. Zur Saison 2022/23 wechselte er in die erste polnische Liga zu Jagiellonia Bialystok, wo er einen Vertrag bis 2027 hat.

### Nationalmannschaft
Stojinović spielte ab 2015 für sämtliche slowenische Jugendnationalauswahlen. Im Oktober 2019 debütierte er gegen England im U-21-Team. Mit diesem nahm er 2021 auch an der Heim-EM teil. Während des Turniers kam er zu einem Einsatz, die Slowenen schieden allerdings bereits in der Vorrunde aus.